# Цветов, Владимир Евгеньевич
Влади́мир Евге́ньевич Цве́тов (31 декабря 1933 — 9 июня 2009, Люберцы) — советский инженер-испытатель космической техники, Герой Российской Федерации.

## Биография
Владимир Цветов родился 31 декабря 1933 года.
В середине 1950-х — начале 1960-х годов работал на подмосковном заводе № 918 Министерства авиационной промышленности СССР и в Институте космической биологии и медицины (с 1965 года — Институт медико-биологических проблем Минздрава СССР).
В 1955—1960 годах занимался разработкой и обслуживанием систем жизнеобеспечения собак в космических полётах.
Участник испытаний космической техники в 1961—1962 годах (испытатель аэрокосмических систем жизнеобеспечения и спасения).
Указом Президента Российской Федерации от 17 ноября 1997 года № 1237 за «мужество и героизм, проявленные при испытаниях, связанных с освоением космического пространства» Владимир Евгеньевич Цветов был удостоен звания Героя Российской Федерации с вручением медали «Золотая Звезда».
Умер 9 июня 2009 года.